# Cyclops kaufmanni
Cyclops kaufmanni – wątpliwy gatunek widłonoga z rodziny Cyclopidae. Opisał go w 1875 roku rosyjski zoolog, profesor Uniwersytetu Warszawskiego Wasilij Uljanin na podstawie niedojrzałego okazu.